# Svenska turisthotellens riksförbund
Svenska turisthotellens riksförbund var en svensk turistorganisation, bildad år 1929. 1973 var 190 hotell anslutna till förbundet.

## Historik

### Ordförande
- 1929–1935: Adrian von Düben
- 1942–: Swante Fleetwood
- 1957–1962: Tage Berger